# 歩璿
歩 璿（ほ せん、生没年不詳）は、中国の三国時代から西晋時代にかけての武将。本貫は徐州臨淮郡淮陰県。『三国志』呉書に伝のある歩騭の孫。

## 生涯
祖父の歩騭の代から呉に仕えた。父の歩協が亡くなると爵位は兄の歩璣が、西陵督の職は叔父（歩協の弟）の歩闡が継いだ。
呉の鳳凰元年（272年）8月、歩闡が中央への召還となる繞帳督転任を命じられる。代々西陵の地にあった歩闡はこれを、自らの職を奪うものと考え、同年9月、呉に対して反乱を起こす（西陵の戦い）。この時、歩璣と歩璿が西晋への降伏の使者として派遣され、歩璿は給事中・宣威将軍となり、都郷侯に封じられた。
同年12月（273年年始）、歩闡の乱は陸抗によって平定され、歩氏一族は族誅となる。人質として西晋に残っていた歩璿だけが生き延び、祖先の祭祀を継いだ。